# Ženská basketbalová liga 2024/2025
Ženská basketbalová liga 2024/2025 byl 33. ročník nejvyšší basketbalové soutěže žen v Česku. Účastnilo se jí 10 týmů ze 6 krajů. 
Oproti minulému roku se soutěže neúčastnil klub BLK Slavia Praha, který se odhlásil těsně před začátkem sezóny. Nahradil ho tým LOH 2028 Chomutov, který vznikl jako přípravný tým Chomutova na Letní olympijské hry 2028.
Obhájcem titulu z minulé sezóny byl ZVVZ USK Praha.
První zápas se odehrál 27. září 2024, základní část končila 16. února 2025. Celkovým vítězem se stal klub ZVVZ USK Praha, který vyhrál popatnácté v řadě. Ve finále porazil Žabiny Brno na zápasy 3:0.

## Seznam týmů
- DSK Basketball Brandýs
- KARA Trutnov
- KP TANY Brno
- Levhartice Chomutov
- LOH 2028 Chomutov
- SBŠ Ostrava
- Slovanka
- Sokol Hradec Králové
- ZVVZ USK Praha
- Žabiny Brno

## Základní část
| Pořadí | Tým                    | Zápasy | Výhry | Prohry | Vstřelené koše | Obdržené koše | Rozdíl |
| ------ | ---------------------- | ------ | ----- | ------ | -------------- | ------------- | ------ |
| 1.     | ZVVZ USK Praha         | 18     | 18    | 0      | 1764           | 827           | 937    |
| 2.     | Žabiny Brno            | 18     | 16    | 2      | 1501           | 923           | 578    |
| 3.     | SBŠ Ostrava            | 18     | 11    | 7      | 1267           | 1250          | 17     |
| 4.     | KP TANY Brno           | 18     | 11    | 7      | 1323           | 1284          | 39     |
| 5.     | Levhartice Chomutov    | 18     | 10    | 8      | 1327           | 1292          | 35     |
| 6.     | Sokol Hradec Králové   | 18     | 10    | 8      | 1276           | 1320          | -44    |
| 7.     | DSK Basketball Brandýs | 18     | 6     | 12     | 1264           | 1384          | -120   |
| 8.     | KARA Trutnov           | 18     | 5     | 13     | 1247           | 1417          | -170   |
| 9.     | Slovanka               | 18     | 3     | 15     | 1031           | 1628          | -597   |
| 10.    | LOH 2028 Chomutov      | 18     | 0     | 18     | 904            | 1579          | -675   |

## Zápasy play-off

### O 3. místo
| 13. dubna 2025 | report | KP TANY Brno | 82 – 64 | Levhartice Chomutov |  | Starez aréna Vodova, Brno Počet diváků: 580 |

| 17. dubna 2025 | report | Levhartice Chomutov | 48 – 80 | KP TANY Brno |  | Městská sportovní hala, Chomutov Počet diváků: 526 |

| 20. dubna 2025 | report | KP TANY Brno | 81 – 66 | Levhartice Chomutov |  | Starez aréna Vodova, Brno Počet diváků: 850 |

### Finále
| 18. dubna 2025 | report | ZVVZ USK Praha | 68 – 50 | Žabiny Brno |  | Sportovní hala Královka, Praha Počet diváků: 625 |

| 22. dubna 2025 | report | Žabiny Brno | 75 – 82 | ZVVZ USK Praha |  | Hala Rosnička, Brno Počet diváků: 1100 |

| 25. dubna 2025 | report | ZVVZ USK Praha | 83 – 52 | Žabiny Brno |  | Sportovní hala Královka, Praha |

### Související stránky
- Ženská basketbalová liga
- Kooperativa NBL 2024/2025